# La Nana – Die Perle
La Nana – Die Perle (Originaltitel: La nana) ist ein chilenisch-mexikanischer Spielfilm aus dem Jahr 2009.

## Handlung
Raquel arbeitet seit über 20 Jahren für die Familie von Pilar und Mundo als Haus- und Kindermädchen. Die einsame Frau hat ihren 41. Geburtstag und kann sich darüber nicht freuen. Sie leidet täglich an starken Kopfschmerzen und Pilar eröffnet ihr an ihrem Geburtstag, dass sie ein zweites Hausmädchen einstellen möchte, da Raquel das große Haus nicht mehr allein in Ordnung halten könne. Doch Raquel duldet niemanden an ihrer Seite. Die junge Peruanerin Mercedes bekommt dies gleich an ihrem ersten Arbeitstag zu spüren. Raquel sperrt das Mädchen aus und lässt Camilas Kätzchen verschwinden, auf das Mercedes aufpassen sollte. Mercedes hält dem Druck nicht stand und verlässt die Familie. Die alte Sonia soll Raquel in ihre Schranken weisen und wird ihr nun an die Seite gestellt. Doch auch Sonia wird von Raquel ausgesperrt. Sonia lässt sich jedoch so leicht nicht unterkriegen und schlägt sich mit Raquel. Dennoch verlässt auch sie das Haus. Wieder allein geht alles seinen Gang wie bislang. Als Raquel einen Schwächeanfall erleidet, stellt die Familie Lucy ein. Die Neueinstellung bewirkt, dass sich Raquel trotz ihrer gesundheitlichen Probleme schnell wieder an ihre Arbeit begibt. Erneut versucht sie ihre Konkurrentin loszuwerden und sperrt sie aus. Doch Lucy ist anders. Sie nutzt die unfreiwillige Freizeit, um ein Sonnenbad im Garten zu nehmen. Die lebenslustige Lucy freundet sich mit Raquel an. Raquel erfährt erstmals in ihrem Leben Freundschaft und Zuneigung. Lucy lädt die neue Freundin zu den Weihnachtsfeierlichkeiten ihrer Familie ein. Dort erfährt sie durch Lucys Onkel Eric erstmals auch die Zuneigung eines Mannes. Doch dies überfordert Raquel, die noch nie mit einem Mann geschlafen hat. Sie kehrt frühzeitig zurück nach Santiago de Chile. Einige Zeit später verkündet Lucy, dass sie zurück zu ihrer Familie kehren will und das Haus verlassen wird. Raquel ist bitter enttäuscht und verschließt sich erneut ihrer Umwelt. Bis sie eines Tages beschließt ihr Leben wie Lucy zu führen. Sie zieht sich Sportkleidung an und beschließt wie Lucy am Abend zu joggen.

## Auszeichnungen
Der Film wurde auf zahlreichen Festivals gezeigt und ausgezeichnet. Zunächst wurde er auf dem Sundance Film Festival 2009 gezeigt und erhielt den Preis der Jury als bester ausländischer Spielfilm. Hauptdarstellerin Catalina Saavedra gewann für ihre Darstellung einen Spezialpreis der Jury. Catalina Saavedra erhielt weitere Darstellerpreise auf den Festivals in Biarritz, Cartagena, Havanna, Huelva, Miami, Santa Cruz und Toronto. Der Film wurde außerdem für den Golden Globe Award 2010 in der Kategorie bester fremdsprachiger Film nominiert.

## Kritik
„Regisseur Sebastian Silva (versucht) ein bewegendes Drama zu machen, bei diversen Filmfestivals traf er damit anscheinend genau den Geschmack der Jury. Doch letztlich begleiten den authentisch und einfach aufgenommenen Film zu viele Frag- und Merkwürdigkeiten, die der Handlung einfach zu wenig Authentizität lassen. Dadurch verliert das Drama an Qualität und Überzeugungskraft.“